# Балимовка
Балимовка — деревня в Бузулукском районе Оренбургской области России. Входит в состав муниципального образования сельского поселения Жилинский сельсовет.

## География
Расположена на левом берегу реки Боровка, на овраге Балимовская речка, в 43 км к северо-востоку от г. Бузулук.

## История
Основана в конце XVIII века барином Сергеем Жилиным, занимавшимся разведением овец. Название происходит от славянского прозвища овечки — «баля».

## Население
| 2003 | 2010 |
| ---- | ---- |
| 23   | ↘10  |

Национальный состав
По данным Всероссийской переписи населения 2010 года:
| № | Национальность | Численность, чел. | Доля  |
| - | -------------- | ----------------- | ----- |
| 1 | русские        | 10                | 100 % |